# Saint-Joseph-du-Lac
Saint-Joseph-du-Lac är en kommun i provinsen Québec i Kanada. Den ligger i regionen Laurentides, i den sydöstra delen av landet, 130 km öster om huvudstaden Ottawa.